# Glen Coe

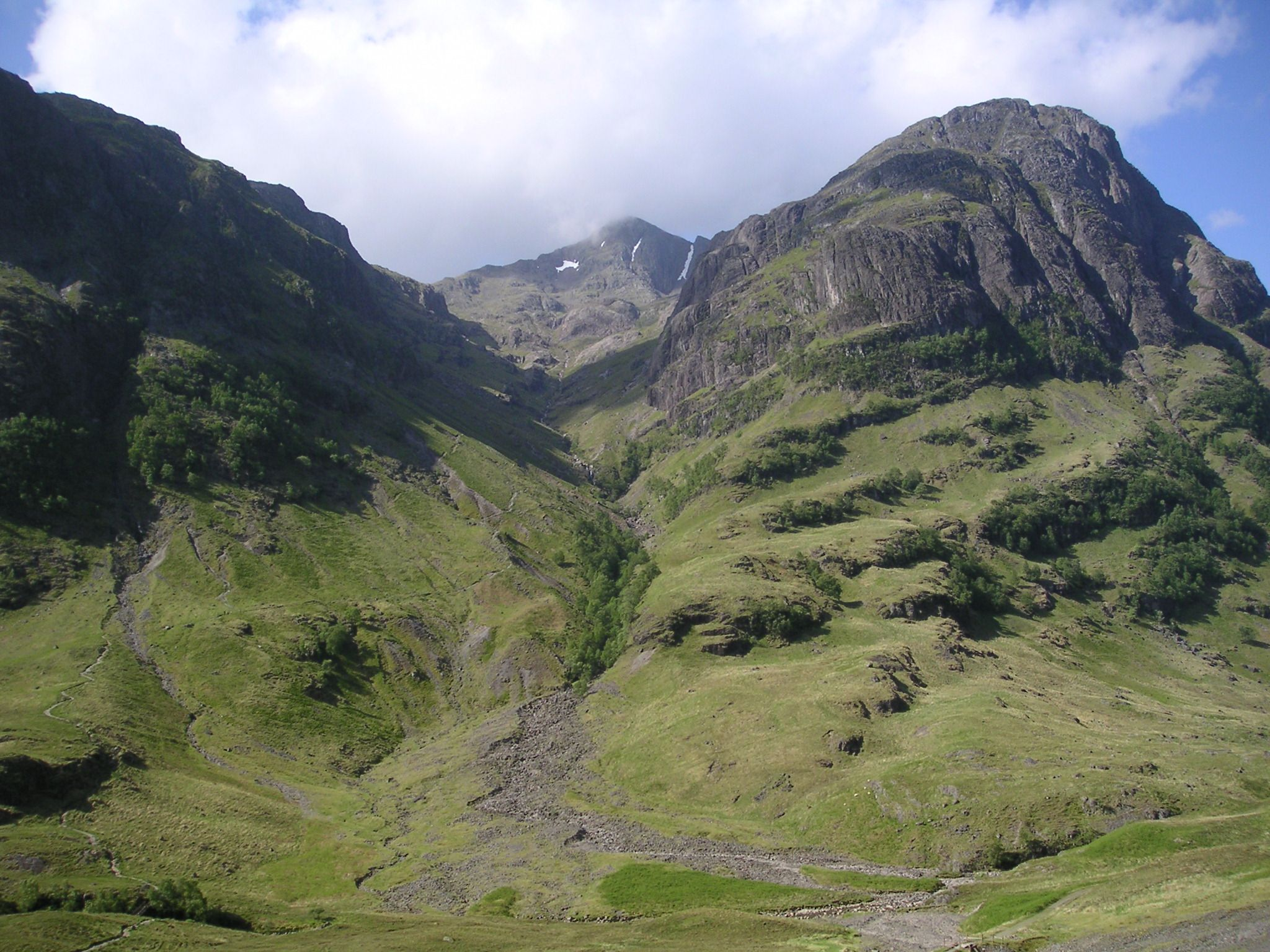
De Coire nan Lochan, die naar de Bidean nam Biam leidt. Dit keteldal (corrie) komt uit op Glen Coe

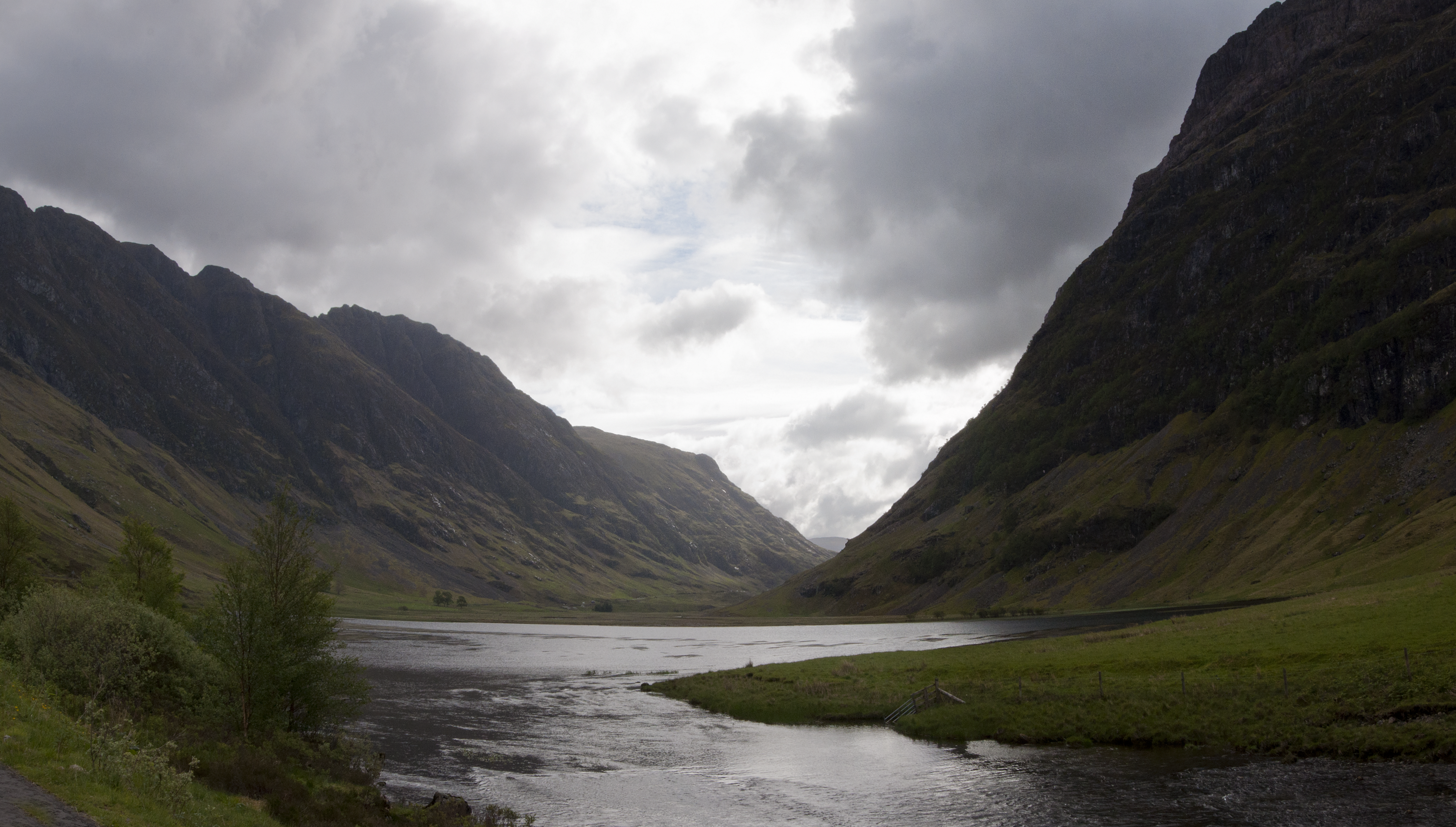
Loch Achtriochtan

Glen Coe (Schots-Gaelisch: Gleann Comhann) is een grote vulkaanvallei in de Schotse Hooglanden. De vallei is in de ijstijd door een gletsjer uitgesleten, en heeft een brede U-vorm. De vallei is genoemd naar de erdoorheen stromende rivier de Coe. Bij Loch Leven, aan de noordwestelijke zijde van de vallei, liggen het dorp Glencoe en de buurtschappen Upper Carnoch en Lower Carnoch. Door Glen Coe loopt de A82, een belangrijke verkeersweg van Glasgow naar Inverness.
Vlak bij de oude weg die naar Glencoe leidt, ligt het kleine Loch Achtriochtan en de verlaten huizen van het dorpje Achtriochtan. De heuvelrug Buachaille Etive Mòr markeert de oostelijke zijde van de vallei en via een single track road kan men, langs de rivier Etive die door Glen Etive stroomt, het Loch Etive bereiken. Vanaf het loch heeft men uitzicht op een van de moeilijkst te beklimmen heuvelruggen van het Verenigd Koninkrijk, de Aonach Eagach.

## Geschiedenis
De vallei was van oudsher bezit van de Clan Donald, maar het grootste deel is nu in handen van de National Trust for Scotland, die het als natuurgebied beheert. Met Glen Coe verbonden is het zogeheten Bloedbad van Glencoe (Massacre of Glencoe) in 1692, waarbij onder leiding van de Engelse kapitein Robert Campbell 37 mannen van de Clan Donald werden afgeslacht en zeker veertig vrouwen en kinderen omkwamen doordat zij dakloos geworden waren na het platbranden van hun huizen. Dit alles gebeurde terwijl de ruim honderd soldaten van Campbell de gastvrijheid van de Clan MacDonald genoten. De aanleiding was vermoedelijk dat het hoofd van de Glencoe-MacDonalds, Alasdair MacIain, niet op tijd een eed van trouw aflegde aan koning William III.

## Toerisme
Glen Coe biedt vele mogelijkheden voor wandelaars en klimmers, en in de winter kan er (bij voldoende sneeuw) geskied worden. Rond Glen Coe bevinden zich verschillende Munro's, bergen van ten minste 3000 voet (914 m).
Naast vele Bed and Breakfast-accommodaties in het dorp Glencoe, bevinden zich een paar kilometer verder het dal in een camping, een jeugdherberg en de Clachaig Inn, een grote herberg met vlak er tegenover de heuvel Clachaig Gully. De West Highland Way, een drukbezochte lange-afstandswandeling, komt niet door het dal zelf maar loopt via Devil's Staircase noordwaarts naar Kinlochleven. Dit stuk van de West Highland Way is te bereiken vanaf een parkeerplaats bij Altnafeadh langs de A82. Men heeft er wel een goed zicht op enkele grote bergen rond het dal. Vanaf een parkeerplaats bij Allt-na-Ruigh loopt een wandelpad naar de Lost valley, een dal tussen twee van de drie heuvels van The Three Sisters van Glen Coe.

## Heuvels rond Glen Coe

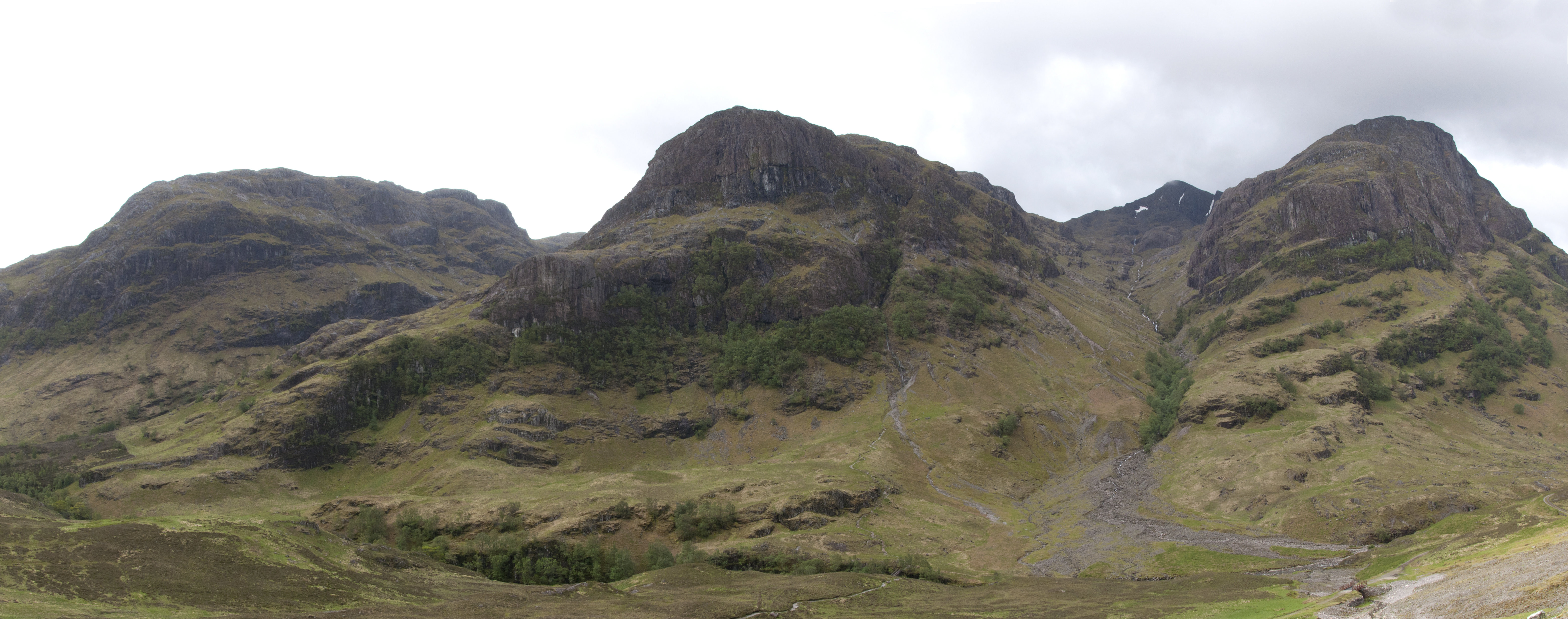
De Three Sisters (zie tekst)

In Glen Coe ligt de al vermelde richel Aonach Eagach ten noorden van Loch Achtriochtan en drie markante heuvels ten zuiden van de A82, die men de Three Sisters of Glen Coe noemt (Nederlands: Drie Gezusters van Glen Coe). Op de foto hierboven ligt links Beinn Fhada, Gearr Aonach in het midden en rechts Aonach Dubh, alle drie toppen van Stob Coire nan Lochan (top op de foto tussen Gearr Aonach en Aonach Dubh) die 1 km ten noordoosten van Bidean nam Bian (Nederlands: Top van de Bergen),1150 m hoog, ligt. Het zijn allemaal uitlopers van Bidean nam Bian, die op de foto niet te zien is.
Tussen Beinn Fhada en Gearr Aonach loopt een plaatselijk steil wandelpad naar Lost Valley. Het keteldal Coire nan Lochan ligt vóór Stob Coire nan Lochan.